# The Final Cut (album)
| Recensione    | Giudizio |
| ------------- | -------- |
| AllMusic      |          |
| Pitchfork     | 9/10     |
| Rolling Stone |          |

The Final Cut è il dodicesimo album in studio del gruppo musicale britannico Pink Floyd, pubblicato nel 1983 dalla Harvest/EMI in Europa (e, successivamente in Giappone) e dalla Columbia/Sony nel resto del mondo.

## Descrizione
È un concept album, nonché l'ultimo album dei Pink Floyd con Roger Waters in formazione, il quale è autore e voce di tutti i brani (David Gilmour esegue solo una strofa in Not Now John) e per questo, oltre al fatto che riporta sul retro della copertina la dicitura "by Roger Waters, performed by Pink Floyd" ("di Roger Waters, eseguito dai Pink Floyd"), viene ritenuto dalla critica alla stregua di un album solista di Waters. L'album tratta tematiche relative alla guerra e al ritorno dei reduci con riferimenti alla guerra per il possesso delle isole Falkland; viene esplicitamente citato Eric Fletcher Waters, padre di Roger, morto in Italia durante la seconda guerra mondiale.

## Registrazione
Alcuni brani del disco sono derivati dalle session del precedente album, The Wall, e infatti il titolo originale del disco era Spare Bricks, ovvero "mattoni avanzati". Richard Wright, estromesso dal gruppo da Waters già dalle registrazioni del precedente album, venne sostituito al piano e alle tastiere da Andy Bown e Michael Kamen. Per la registrazione venne utilizzato per la prima volta l'olofono, un particolare microfono che simula il funzionamento dell'orecchio e permette all'ascoltatore, soprattutto con l'ausilio di cuffie, di ricostruire un'immagine tridimensionale del suono.
La seconda edizione del disco uscita a marzo nel 2004 contiene una versione rimasterizzata dei brani con la rielaborazione dei missaggi originali oltre all'aggiunta del brano When the Tigers Broke Free, già presente nella colonna sonora del film The Wall.

## Tracce
Lato A
Testi e musiche di Roger Waters.
1. The Post War Dream – 3:02
2. Your Possible Pasts – 4:22
3. One of the Few – 1:23
4. The Hero's Return – 2:56
5. The Gunner's Dream – 5:07
6. Paranoid Eyes – 3:40

Lato B
Testi e musiche di Roger Waters.
1. Get Your Filthy Hands Off My Desert – 1:19
2. The Fletcher Memorial Home – 4:11
3. Southampton Dock – 2:13
4. The Final Cut – 4:46
5. Not Now John – 5:01
6. Two Suns in the Sunset – 5:14

### Riedizioni dal 2004
Testi e musiche di Roger Waters.
1. The Post War Dream – 3:00
2. Your Possible Pasts – 4:26
3. One of the Few – 1:11
4. When the Tigers Broke Free – 3:16
5. The Hero's Return – 2:43
6. The Gunner's Dream – 5:18
7. Paranoid Eyes – 3:41
8. Get Your Filthy Hands Off My Desert – 1:17
9. The Fletcher Memorial Home – 4:12
10. Southampton Dock – 2:10
11. The Final Cut – 4:45
12. Not Now John – 4:56
13. Two Suns in the Sunset – 5:23

## Film
L'uscita dell'album, nel Regno Unito, fu accompagnata da un breve film su VHS, basato su una selezione di brani dell'album (The Gunner's Dream, The Final Cut, Not Now John e The Fletcher Memorial Home), dal titolo The Final Cut Video EP. Il film fu prodotto da Waters e diretto da Willie Christie, e tra gli attori era presente Alex McAvoy, già presente nel film di The Wall.

## Esecuzioni dal vivo
Al disco non fece seguito alcun tour. Come dichiarato da Nick Mason nel suo libro Inside Out - La prima autobiografia dei Pink Floyd, non venne considerata l'idea di esibirsi dal vivo per promuovere l'album, vista anche la difficoltà di competere con gli show precedenti di The Wall del 1980-1981. Sembra che i più entusiasti alla possibilità di una tournée di questo disco furono David Gilmour e Nick Mason, ma  fu Roger Waters ad impedire che ciò avvenisse. Ciononostante Waters ha sempre inserito nella scaletta dei suoi tour solisti alcune canzoni tratte dall'album come: The Gunner's Dream, Get Your Filthy Hands Off My Desert, The Flechter Memorial Home (solo nella prima parte del tour In The Flesh del 1999), Southampton Dock, Not Now John (solo per il tour K.A.O.S. On The Road del 1987) e Two Suns In The Sunset (per il suo farewell tour del 2023 This Is Not A Drill).

## Brani

### The Post War Dream
La prima traccia dell'album inizia con circa 25 secondi di effetti sonori, dopo i quali inizia la musica. C'è nel testo del brano un diretto riferimento alle guerra delle Falkland e all'allora premier inglese Margaret Thatcher.

### Your Possible Pasts
È la seconda traccia dell'album; non è mai stata eseguita dal vivo, ma alcuni versi del ritornello sono letti nel film di The Wall dal protagonista Pink, tra i brani Waiting for the Worms e Stop.

### One Of The Few
È la terza traccia dell'album. Nella traccia sono presenti vari effetti sonori, tra cui il ticchettio di un orologio. È un brano escluso da The Wall e ha come protagonista l'insegnante di The Happiest Days of Our Lives (come anche The Hero's Return e Paranoid Eyes), qui spogliato dei suoi tratti grotteschi. È un sopravvissuto della Seconda Guerra Mondiale che ha intrapreso la carriera dell'insegnamento, ed è posto in contrapposizione al padre di Waters, altro protagonista del disco, morto in guerra. Il titolo del brano è preso da una frase di Winston Churchill.

### When The Tigers Broke Free
Il brano non era presente nell'edizione originale e venne aggiunto per la riedizione in CD del 2004, tra i brani One of the Few e The Hero's Return.

### The Hero's Return
Il testo e il ritmo si basano su quello di Teacher, Teacher, un brano del 1978 pensato per essere inserito nel film Pink Floyd The Wall, ma poi abbandonato, e pubblicato solo in alcune demo. Il brano, registrato tra il luglio ed il dicembre 1982, è contenuto anche nel lato B del singolo Not Now John. Nel singolo è registrata una versione estesa del brano, il quale è rinominato The Hero's Return (Parts I & II).

### The Gunner's Dream
Il brano (eseguito live dall'autore) venne preso in considerazione per essere inserito nel disco Echoes: The Best of Pink Floyd, ma fu poi scartato in favore di The Fletcher Memorial Home.

### Paranoid Eyes
Il brano parla di un uomo che torna a casa dopo la guerra, totalmente deluso dalle speranze del dopo guerra.

### Get Your Filthy Hands Off My Desert
Gli effetti sonori utilizzati in questo brano sono stati in seguito utilizzati da Roger Waters nel suo album solista Amused to Death (1992).

### The Fletcher Memorial Home
La canzone, così come altre nell'album a cui appartiene, è stata registrata in olofonia; compare, inoltre, nel greatest hits: Echoes: The Best of Pink Floyd uscito nel 2001. Degno di nota è l'assolo di chitarra di David Gilmour, particolarmente ispirato secondo la critica del settore. Venne eseguito live per la prima volta dal solo Waters nel 2006.

### Southampton Dock
È la nona traccia dell'edizione originale dell'album e la decima della riedizione del 2004. Il brano è stato eseguito più volte dal vivo da Roger Waters ed è presente nel suo DVD In the Flesh Live.

### The Final Cut
La voce in primo piano di Waters racconta dubbi, paure, speranze di un uomo in bilico tra i sogni e la realtà concreta. L'autore passa dal presente al passato, dalla prima alla terza persona, mantenendo un unico flusso di coscienza diviso i diversi momenti nel tempo e nello spazio. La struttura musicale del brano accompagna l'alternarsi di momenti contrapposti: speranza e disperazione, vittoria e sconfitta.

### Not Now John
Il brano, uno dei singoli tratti dall'album, è l'unico ad essere cantato anche da David Gilmour, oltre che da Waters. La canzone si differenzia da tutte le altre per la presenza costante della chitarra elettrica e alcuni interventi delle coriste e dell'organo Hammond.
La canzone è una critica alla guerra (in particolare la guerra delle Falkland), al primo ministro britannico Margaret Thatcher, così come, più in generale, all'avidità e alla corruzione. Il nome John rappresenta un generico interlocutore ed è di uso comune nella lingua inglese utilizzarlo per riferirsi a un interlocutore del quale non si sa il vero nome.
Nella canzone si sente la voce di Waters dire la frase in italiano "Scusi dov'è il bar?" (così come in The Fletcher Memorial Home), seguita da "Se para collo pou eine toe bar" e "S'il vous plaît où est le bar?", rispettivamente in greco e francese, e infine in inglese "Hey, where's the fucking bar, John?".

### Two Suns In The Sunset
Talvolta chiamata semplicemente Two Suns anche dallo stesso autore, è l'ultima traccia dell'album.
Il testo narra del timore di un conflitto mondiale nucleare, con la morte di milioni di persone innocenti: [...]I suffer premonitions / confirm suspicions / of the holocaust to come (Mi tormentano le premonizioni che confermano i sospetti che arriverà una strage).
Waters descrive l'odio delle nazioni in guerra che all'improvviso si sprigiona (The wire that holds the cork / That keeps the anger in / Gives way), dando origine al conflitto. I versi successivi raccontano dell'esplosione nucleare, attraverso l'immagine di due soli nel tramonto, uno dei quali, appunto, è la bomba atomica: The sun is in the east / Even though the day is done / Two suns in the sunset (Il sole si trova a est anche se il giorno è finito. Due soli nel tramonto).
I versi successivi sono un flusso continuo di pensieri di un uomo che, colpito dall'esplosione, sta lentamente morendo. La metrica scelta da Waters è 5/4, un tempo composto (2/4 più 3/4); è presente un assolo di sassofono di Raphael Ravenscroft.

## Formazione
- Roger Waters – voce, basso, chitarra acustica
- David Gilmour – chitarra elettrica; voce in Not Now John
- Nick Mason – batteria

### Collaboratori esterni
- Michael Kamen – pianoforte, tastiera
- Andy Bown – organo Hammond
- Ray Cooper – percussioni
- Andy Newmark – batteria in Two Suns in the Sunset
- Raphael Ravenscroft – sassofono tenore in The Gunner's Dream e Two Suns in the Sunset
- National Philharmonic Orchestra